# Kultura badegulska
Kultura badegulska – nazwa tej kultury pochodzi od eponimicznego stanowiska Badegoule departament Dordogne we Francji. Kultura ta rozwijała się w okresie między 18 a 17 tys. lat temu. Zespół zjawisk kulturowych utożsamianych z kulturą badegulską obejmował swym zasięgiem tereny południowo-zachodniej i środkowej Francji oraz północnych obszarów Półwyspu Iberyjskiego. W inwentarzach kamiennych tej kultury do przewodnich form narzędziowych zalicza się wiórki tylcowe, narzędzia zębato-wnękowe, odłupki stromo retuszowane na całym ich obwodzie oraz rylce transwersalne. Ludność kultury badegulskiej zamieszkiwała jaskinie jak i stanowiska otwarte, na których poświadczona jest obecność kamiennych konstrukcji mieszkalnych zawierających bruki interpretowane jako podłogi - stanowisko Fourneau du Diable w departamencie Dordogne we Francji. Na stanowiskach otwartych odkrywane są także konstrukcje mieszkalne o konstrukcjach żerdziowych stanowisko Le Cerisier. Na stanowiskach badegulskich poświadczona jest obecność ognisk chronionych przed wiatrem za pomocą kamiennych obstaw - stanowisko Degoune.